# Vieux bazar de Bitola
Le Vieux bazar de Bitola (en macédonien Битолска Стара Чаршија) est un bazar situé au nord du centre-ville de Bitola, ville du sud de la Macédoine du Nord. Ce quartier conserve de nombreuses maisons à l'architecture traditionnelle turque ainsi que plusieurs grands monuments de l'époque ottomane, comme des mosquées et des hammams. Diminué par les destructions successives, il a toutefois conservé son activité commerciale d'origine.

## Situation
Le vieux bazar se trouve sur la rive nord du Dragor, la petite rivière qui traverse Bitola. Il fait face au sud au centre-ville moderne, construit au XIXe siècle et typique de l'architecture d'Europe centrale. Il se caractérise par un lacis de ruelles aux maisons basses clairement identifiables dans le paysage urbain de Bitola. Il était autrefois bien plus grand, et, à force de destructions pour faire place à des édifices modernes, certains monuments emblématiques, comme la mosquée Haydar-Kadi, se trouvent aujourd'hui à sa périphérie.

## Histoire

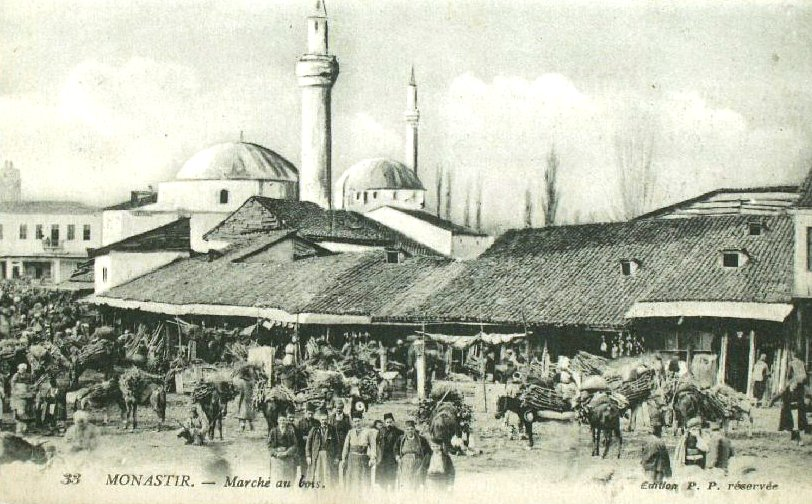
Le bazar en 1914.

Bitola devient une véritable ville après la conquête ottomane au XIVe siècle. De nombreux Turcs s'y installent et commercent surtout la laine et le cuir. La plupart des édifices publics du bazar sont construits au XVe siècle et au XVIe siècle par les dignitaires locaux.
Selon un marchand vénitien, venu en 1591, le bazar compte déjà son Bezisten et un caravansérail. Il indique que 200 maisons sont habitées dans la ville par des Juifs vivant principalement du commerce de la laine et du cuir.
Le voyageur ottoman du XVIIe siècle Evliya Çelebi recense quant à lui 3 000 maisons, plus de 900 magasins, 40 maisons de thé et de café, un bezisten fermé par des portes en fer et d'autres nombreux monuments publics. À cette époque, Bitola compte aussi près de 70 mosquées.
L'activité commerciale de la ville est freinée par la Deuxième guerre austro-turque, qui se déroule de 1683 à 1699. Elle décline rapidement. Il faut attendre le début du XIXe siècle pour que Bitola retrouve sa place de grand centre commercial. L'implication des puissances étrangères dans le commerce et la politique de la région permet l'ouverture de nouveaux marchés, mais le bazar perd peu à peu son statut de centre névralgique de la ville au profit des nouveaux quartiers édifiés au sud.
Le bazar comptait au plus fort de son activité une trentaine de marchés différents, comme celui aux moutons, au bois, au grain ou aux chevaux. Au XIXe siècle, plus de 140 professions y cohabitaient dans plus de 900 magasins.
Le bazar est aujourd'hui frappé par le mauvais climat économique et de nombreux magasins ont fermé. La commune et le musée de Bitola ont cependant lancé en 2009 une grande campagne de rénovation du quartier qui doit s’étaler sur dix ans. Deux fontaines en marbre ont déjà été restaurées par le musée.

## Lieux et monuments

### Mosquées

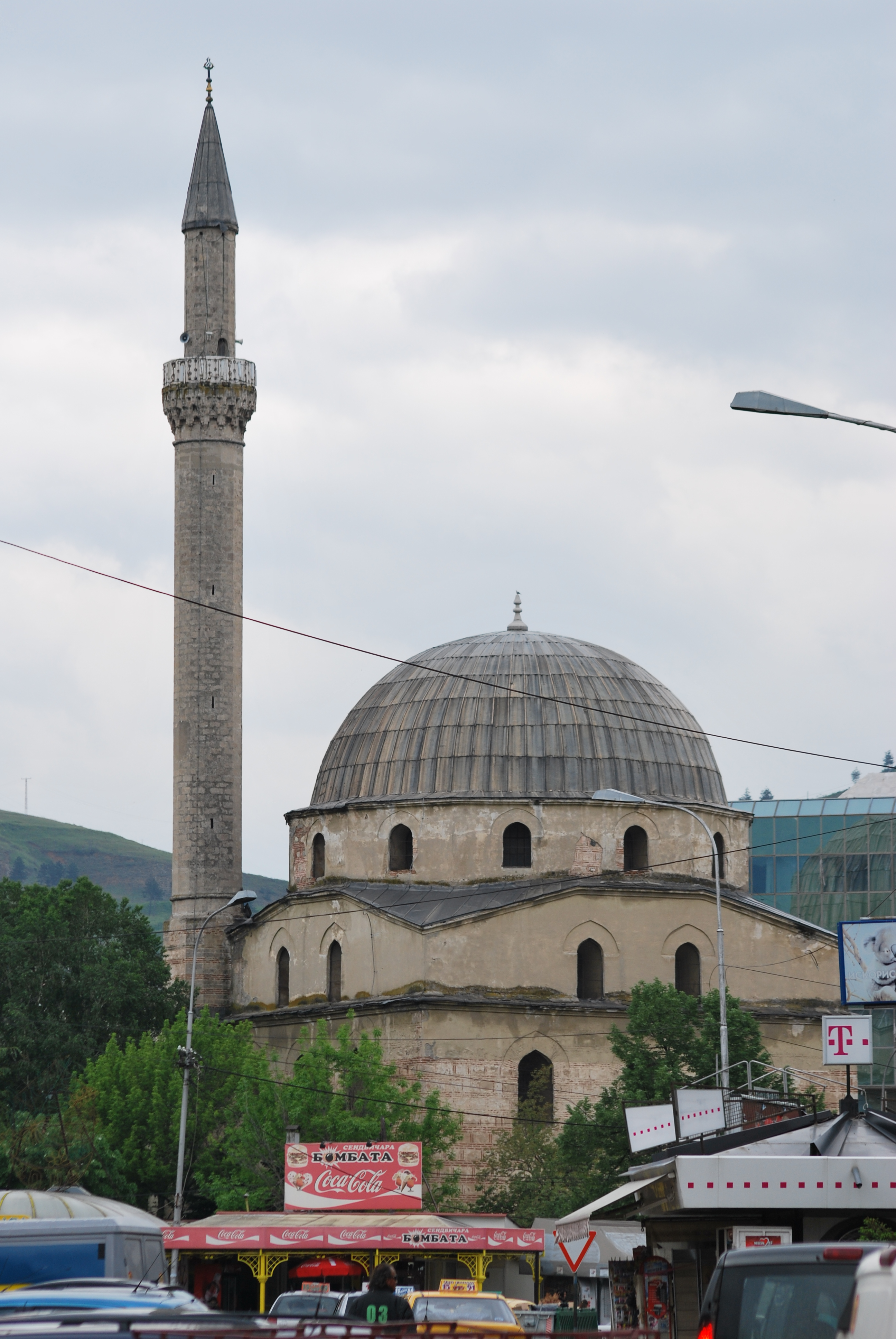
La mosquée Ishak Çelebi.

Le quartier compte plusieurs mosquées remarquables, comme la mosquée Yeni (yeni signifie « neuf » en turc), située à l'entrée, sur la rive sud du Dragor. Elle a été construite vers 1558 sur les ruines d'une église, et son minaret mesure quarante mètres de haut. Elle sert aujourd'hui de salle d'exposition.
La mosquée Ishak Çelebi, un peu plus au nord, date de 1506, son minaret mesure cinquante mètres et son jardin conserve des tombes anciennes en forme de sarcophages. Elle est encore utilisée pour le culte islamique.
Enfin, la mosquée Haydar-Kadi, excentrée à l'est, a été construite de 1561 à 1562.
En plein centre du bazar se trouve aussi la petite mosquée Hadji Mahmud Bayat, dont le minaret est en partie détruit.

### Édifices publics

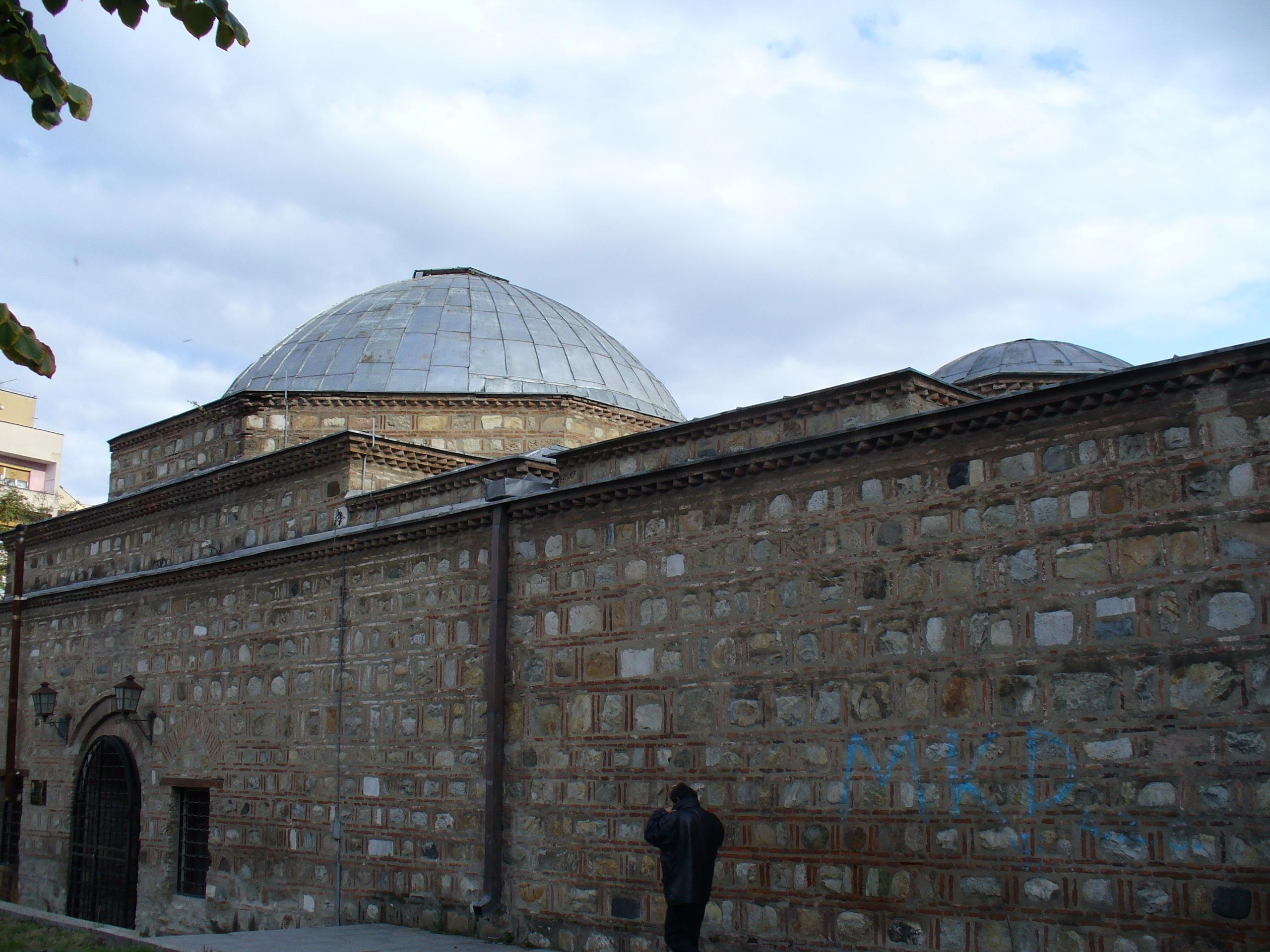
Le hammam Deboy.

Le bazar contenait autrefois un grand nombre de hammams, tous construits entre le XVe siècle et 1912, date de la fin de la domination ottomane. Le hammam Deboy, avec le hammam Eski, le Vieux Hammam et le Nouveau-Hammam, est l'un des seuls à encore exister. Il a probablement été construit au XVe siècle.
À l'entrée du bazar se trouvent enfin le Bezisten, un ancien marché couvert construit au XVe siècle, et la Tour de l'Horloge, qui date des années 1830.